# Groninger Studenten Almanak
De Groninger Studenten Almanak is een jaarboek van en voor studenten van de Rijksuniversiteit Groningen.

## Verleden en heden
De eerste editie van de Groningsche Studenten Almanak verscheen in het jaar 1829. De Groningse Universiteit gaf toen ook al een jaarboek of almanak uit maar gezien het feit dat alle studenten sinds 1815 verenigd waren in het Corps, was er een sterke behoefte aan een eigen historische verslaglegging en een jaarboek naar eigen inzicht en smaak. In de 19e en 20e eeuw hebben vele, later bekende politici, staatslieden, schrijvers en dichters bijgedragen aan die studentenalmanak en zo geven de oude almanakken vandaag de dag nog een beeld van het studentenleven en de poëzie en proza van die tijd. Door het succes en de populariteit van de studentenalmanak hield de Groningse Universiteit in de jaren 30 van de 19e eeuw op met het zelf uitgeven van een almanak en werd de Groningsche Studenten Almanak voor lange tijd het enige jaarboek voor alle studenten in Groningen.

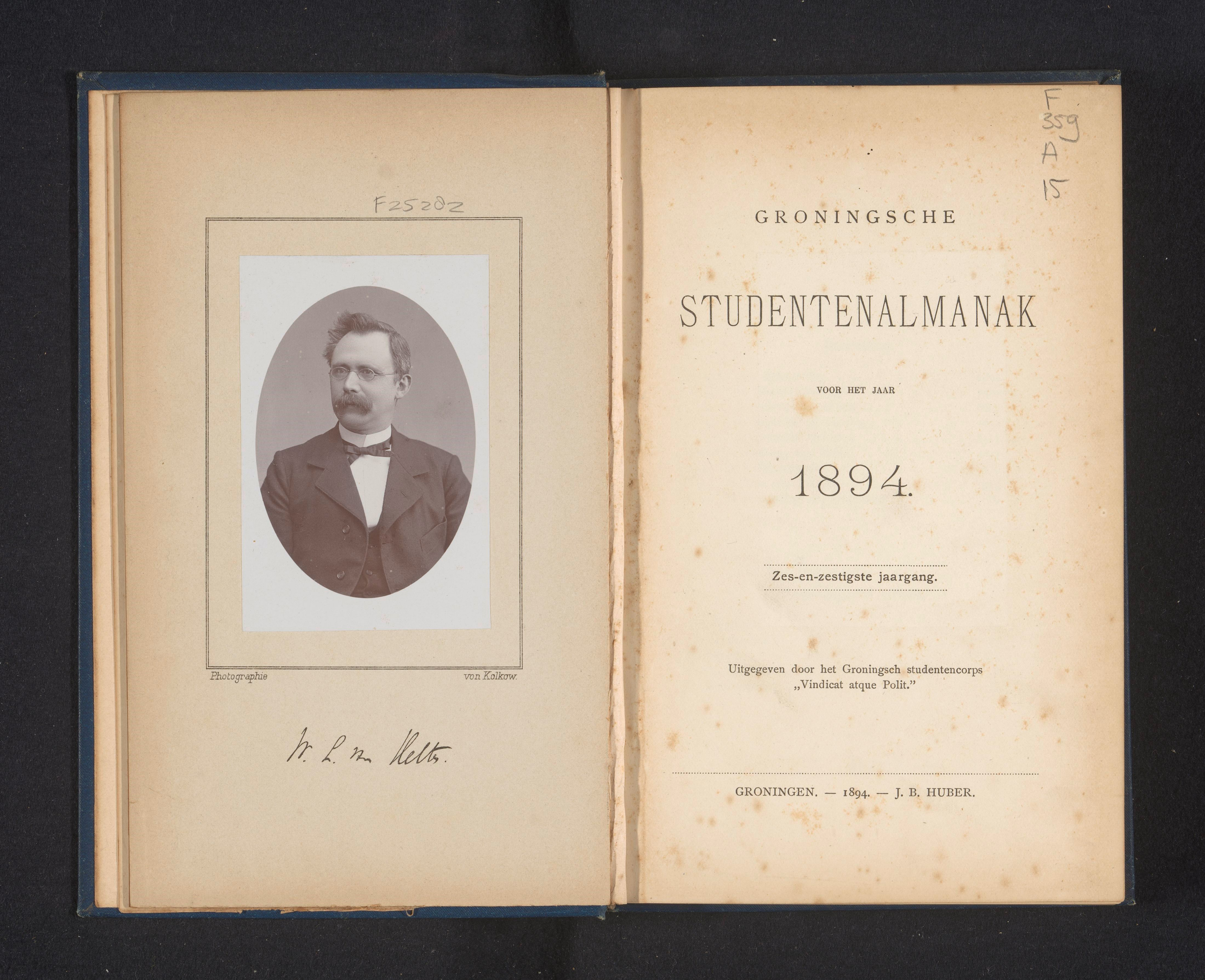
Groningsche Studentenalmanak 1894

Het boek schreef uitvoerig over het wel en wee binnen de universiteit en de faculteiten. Het boek kon toen ook met recht de Groningsche Studenten Almanak worden genoemd daar alle studenten in de stad Groningen erin opgenomen waren. Informatie over colleges, professoren, de studenten, maar ook bijvoorbeeld de dienstregeling van de koetsen naar Zwolle en Leeuwarden vulde een aanzienlijk gedeelte van de almanak. Sinds 1939 is de titel aangepast naar Groninger, geheel in lijn met de opvatting over bijvoeglijke plaatsnaamwoorden in Noord Nederland in die tijd. Ook hadden nieuwe studentenverenigingen al hun eigen almanak of annuarium uitgegeven. De eerste was van de nu niet meer bestaande, van Vindicat afgesplitste vereniging Post Chaos Lux in het jaar 1842 maar deze kende maar drie edities. Post Chaos Lux werd herenigd met Vindicat in 1845. Later kwamen de almanak van Vera en het annuarium van RKSV Albertus Magnus erbij. Tegenwoordig heeft bijna iedere studentenvereniging een eigen jaarboek.
In de 21e eeuw geeft de Groningse universiteit geen papieren studentenalmanak meer uit. Studentenvereniging Vindicat
geeft voor haar leden nog wel een Groninger Studenten Almanak uit. De almanak bestaat onder andere uit een jaaroverzicht, zowel intern als extern, redactionele stukken, een hoofdstuk met alle substructuren, stadsinformatie, een gedeelte met de besturende commissies, een gouden gids gedeelte en een adressenlijst met alle leden erin. De Groninger Studenten Almanak van Vindicat verschijnt ieder jaar in of rond december. Alle edities zijn te vinden en vrij in te zien in de Universiteitsbibliotheek te Groningen en in het Rijksarchief te Groningen.